# Leri Abuladze
Leri Abuladze (in georgiano ლერი აბულაძე?; 19 gennaio 1999) è un lottatore georgiano, specializzato nella lotta greco-romana.

## Biografia
Agli europei di Varsavia 2021 ha vinto la medaglia di bronzo nel torneo dei 63 chilogrammi.
Ai mondiali di Oslo 2021 ha vinto l'argento dopo essere rimasto sconfitto in finale contro l'iraniano Meisam Dalkhani; in precedenza aveva superato ai punti il kazako Sultan Asetuly agli ottavi, il giapponese Kensuke Shimizu ai quarti e l'ungherese Erik Torba in semifinale.

## Palmarès
| Anno | Manifestazione   | Sede       | Evento | Risultato | Note |
| ---- | ---------------- | ---------- | ------ | --------- | ---- |
| 2014 | Mondiali cadetti | Snina      | 46 kg  | Argento   |      |
| 2015 | Europei cadetti  | Subotica   | 54 kg  | Oro       |      |
| 2016 | Europei cadetti  | Stoccolma  | 58 kg  | Bronzo    |      |
| 2016 | Mondiali cadetti | Tbilisi    | 54 kg  | Oro       |      |
| 2017 | Europei          | Novi Sad   | 59 kg  | 7º        |      |
| 2017 | Europei junior   | Dortmund   | 60 kg  | Oro       |      |
| 2017 | Mondiali junior  | Tampere    | 60 kg  | Oro       |      |
| 2018 | Europei U23      | Istanbul   | 63 kg  | Bronzo    |      |
| 2018 | Europei junior   | Roma       | 63 kg  | Bronzo    |      |
| 2018 | Mondiali junior  | Trnava     | 63 kg  | 8º        |      |
| 2019 | Europei junior   | Pontevedra | 63 kg  | Bronzo    |      |
| 2019 | Mondiali junior  | Tallinn    | 63 kg  | Bronzo    |      |
| 2021 | Europei          | Varsavia   | 63 kg  | Bronzo    |      |
| 2021 | Europei U23      | Skopje     | 63 kg  | 5º        |      |
| 2021 | Mondiali         | Oslo       | 63 kg  | Argento   |      |
| 2022 | Europei          | Budapest   | 63 kg  | Oro       |      |